# Foxburg
Foxburg é um distrito localizado no estado norte-americano de Pensilvânia, no Condado de Clarion.

## Demografia
Segundo o censo norte-americano de 2000, a sua população era de 275 habitantes.
Em 2006, foi estimada uma população de 268, um decréscimo de 7 (-2.5%).

## Geografia
De acordo com o United States Census Bureau tem uma área de
1,1 km², dos quais 0,8 km² cobertos por terra e 0,3 km² cobertos por água.

## Localidades na vizinhança
O diagrama seguinte representa as localidades num raio de 12 km ao redor de Foxburg.